# God affärssed
God affärssed är ett begrepp som innefattar normer för acceptabelt handlande i näringslivet. God affärssed är därmed ett uttryck för vad parterna i ett affärsförhållande bör kunna förvänta sig, även om det inte uttryckligen framgår av lagar eller avtal. Vad som anses utgöra god affärssed kan vara vägledande för hur civilrättsliga tvister döms.
En del av konsumentskyddet går också ut på att företag förväntas iaktta god affärssed i samband med marknadsföring.